# あの子を探して
『あの子を探して』（あのこをさがして、原題: 一个都不能少）は、1999年製作の中国映画。
監督は張芸謀（チャン・イーモウ）。原作は施祥生（シー・シアンション）の『天上有個太陽』。ほとんどの役を素人が演じている。
第56回ヴェネツィア国際映画祭金獅子賞受賞作品。
メイキング映画に張芸謀監修・出演の『「あの子を探して」ができるまで』 （2002年） がある。

## あらすじ
舞台は中国の農村。河北省赤城県のチェンニンパオ村にある水泉小学校のカオ先生が、母親の看病のため、一ヶ月間、小学校を離れることになった。放っておけば、多くの生徒が家庭の事情で学校をやめてしまう。代理として村長に連れてこられたのは、13歳の少女、ウェイ・ミンジ。
中学校も出ていないミンジに、面接したカオ先生は心許なさを感じるが、子供たちに黒板を書き写させるだけの簡単なことならできるだろうと代理を任せる。報酬は50元。子供を一人も脱落させなければさらに10元。
ミンジは、生徒に自習させて教室の外で座っているだけの「授業」を始めるが、うまくいくはずもなく、次々と騒ぎが起こる。特に生徒のホエクーは、隙を見て抜け出そうとしたり、女の子の日記を盗んで騒いだりといつもミンジを困らせていた。
そんなある日、そのホエクーが突然学校にこなくなった。病気になった親の代わりに、町に出稼ぎに行ったという。脱落者を出すと報酬が減ってしまうと考えたミンジは、何とか連れ戻そうと策を巡らせるが、町を出るバス代がない。皆で話し合い、レンガを運んで金を稼ぐことになり、生徒たちも一生懸命働いてようやくミンジを送り出す。大きな町へ着くとホエクーは行方知れずだと聞く。彼女はなけなしの金をはたいて紙と筆と墨汁を買い、尋ね人のチラシを貼り出すがらちがあかない。町のテレビ局に行き、涙ながらに訴える。苦難の末、ミンジはホエクーと再会を果たす。

## キャスト
| 役名       | 俳優                       | 日本語吹替 |
| ---------- | -------------------------- | ---------- |
| 代理の先生 | 魏敏芝（ウェイ・ミンジ）   | 小島幸子   |
| カオ先生   | 高恩満（カオ・エンマン）   | 石波義人   |
| 生徒       | 張慧科（チャン・ホエクー） | 浅野まゆみ |
| チャン村長 | 田正達（チャン・ジェンダ） | 小形満     |